# DTT i Storbritannien
DTT i Storbritannien vedrører fjernsyn formidlet digitalt distribueret via det digitale jordbaserede sendenet i Storbritannien.
Storbritannien indførte digitalt betalings tv i 1998 efter DVB-T-standarden også kaldet DTT. Efter få år gik selskabet bag det digitale tv ned.
Tv selskaberne herunde BBC og IVT gik sammen om at fortsætte det digitale tv og dannede selskabet 'Freeview', der er baggrunden for den succes som DTT har i Storbritannien.
Der er enkelte små betalingkanaler; men endnu er den overvejende del 'Freeview'.
Det er med stor dygtighed lykkedes at skaffe frekvenser til at udsende 6 multiplex udover de 4 – nogle steder 5 – analoge kanaler som findes i Storbritannien. De digitale signaler er dog endnu cirka 10 gange svagere end de bliver, når de analoge kanaler slukkes og der udsendes endnu kun digitalt fra 80 hovedsendere.
Tre af de seks MUXer betegnes 'Public Service Broadcast' MUXer PSB 1-3, medens de tre øvrige betegens COM MUXer.
DSO – Digital switch over (eller analog sluk)
Mellem november 2008 og udgangen af 2012 vil de analoge kanaler blive slukket i en tv region af gangen. Samtidig vil de digitale MUXer blive flyttet til de frekvenser som de analoge kanaler nu anvender og deres sendestyrke vil blive øget typisk 10 gange (med 10 dB). Udover hovedsenderne vil også over tusinde hjælpesendere blive omstillet til at sende de tre
PSB MUXer, således at disse vil få en 98,5% befolknings dækning.
De tre COM MUXer vil – igen med typisk 10 gange højere sendestyrke – få en dækning på lige over 90%.
Med den højere sendestyrke vil der også blive mulighed for at sende i alt for de 6 MUXer med cirka 20% højere bit rate.
Fra og med DSO i region Granada, der er planlagt til at ske i november 2009, vil der ske en omlægning af program kanalerne i de tre PSB MUXer, således at deres nuværende program kanaler samles i PSB-1 og PSB-2, samt for to program kanaler flyttes til en COM MUX.
Den derved frigjorte MUX PSB-3 vil sende 3 HD programmer kodet med MPEG-4 og udsendt med DVB-T2 standarden. Det ene program vil blive BBC-HD, som nu kun sendes fra satellitten Astra-2D, og de to øvrige forventes at blive ITV-HD og C4-HD. Senere omkring 2012 forventes der – pga. bedre MPEG-4 kodning – at blive plads til, at også kanalen Five-HD kan sendes via DTT.
Da ingen af de nuværende modtager bokse kan behandle HDTV signaler og i øvrigt alle bokse kun dekoder MPEG-2, vil overgangen til MPEG-4 under alle omstændigheder kræve nye modtager bokse hos seerne.
En meget væsentlig grund til også at indføre DVB-T2 standarden, samtidig med at det analoge tv slukkes, er – ifølge Ofcom – at sikre at seerne ikke skal skifte modtager boks 2 gange indefor kort tid, men kan købe en boks der kan det hele. Ellers kan man fryget at seerene tvinges til først at købe en boks til MPEG-4 og siden udskifte den med en der kan modtage DVB-T2 og kan dekode MPEG-4. 
Medens DVB-T bokse med MPEG-4 dekodere er kommet på markedet i slutningen af 2007, er DVB-T2 modtagere endnu ikke eksisterende, hverken som bokse eller som indbyggede modtagere i tv apparater. 
Det er den engelske telestyrelse Ofcom's bestemte opfattelse, at de nødvendige modtagere vil komme på markedet inden november 2009.
DVB-T2 standarden blev teknisk overdraget til standard organisationen ETSI den 20 juni 2008. Dette skridt blev formelt godkendt d. 26 juni 2008 i www.dvb.org's styregruppe.
Allerede dagen efter 27 juni udsendte BBC en pressemeddelelse om at de allerede havde bygget en prototype DVB-T2 modulator og demodulator og var i gang med aftestning fra tv-senderen i Guildford lidt sydvest for London. Flere i 
Guildford området har målt et nyt signal på kanal 53, men de kan naturligvis ikke demodulere signalet.